# (7511) Patcassen
(7511) Patcassen – planetoida należąca do zewnętrznej części pasa głównego asteroid okrążająca Słońce w ciągu 5 lat i 270 dni w średniej odległości 3,20 j.a. Została odkryta 2 marca 1981 roku w Siding Spring Observatory w Australii przez Schelte Busa. Nazwa planetoidy pochodzi od Patricka Cassena (ur. 1940), naukowca badającego formowanie planet przy NASA Ames Research Center. Przed nadaniem nazwy planetoida nosiła oznaczenie tymczasowe (7511) 1981 EX24.